# 杨伟东 (企业家)
杨偉東（1974年—）是一名中国企业家，2016年至2018年12月担任优酷總裁，2018年5月至12月期間兼任阿里音樂集團總裁。

## 生平
楊偉東生於1974年，並於河海大学畢業。2009年加入诺基亚，一直升職並在几年后成為市场总监。2012年6月1日加入 MaxTimes，2013年2月28日離職。2013年3月，他被古永鏘聘为土豆网的副总裁，其後晉升為总裁，并于2015年11月擔任优酷土豆的首席执行官。2016年10月，阿里巴巴文化娱乐集团成立，杨偉東被任命为大优酷商业集团首席执行官。2018年5月，他兼任阿里音樂集團首席执行官。 2018年12月4日，他在阿里打貪行動中被警方调查，阿里影音董事長樊路远兼任优酷總裁。